# Tendži

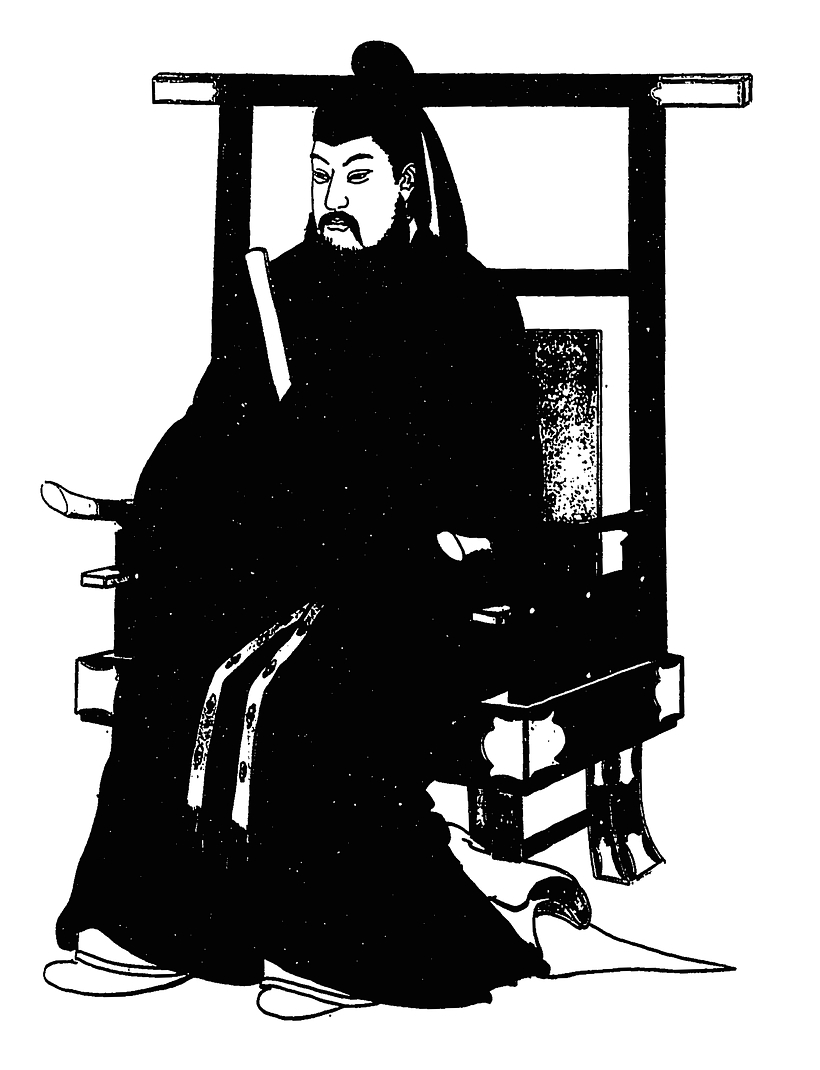
císař Tendži

Tendži (znám též i jako Tenči) (626–672) byl v pořadí 38. japonský císař dle tradičního seznamu japonských císařů. Jeho vlastní jméno bylo Naka no Óe. Vládl od roku 661 až do své smrti v roce 672. Proslavil se tím, že sestavil historicky první japonský zákoník, který je známý do dneška.

## Život
Tendži byl synem císaře Džomeie a císařovny Saimei. Ještě coby princ Naka no Óe sehrál rozhodující roli při likvidaci moci klanu Soga. Klan Soga postupně získával moc nad císařskou rodinou a měl ji již téměř pod svojí kontrolou. Naka no Óe společně se svými komplici představitele klanu Soga úkladně zavraždil nebo přinutil k sebevraždě. Toto spiknutí vešlo do historie jako incident Icuši.
Po Tendžiho smrti v roce 672 propukl mezi jeho čtrnácti dětmi spor o následnictví. Na jeho konci byl úspěšně na trůn dosazen Tendžiho syn princ Ótomo, který vládl jako císař Kóbun.
| Japonští císaři    | Japonští císaři | Japonští císaři |
| ------------------ | --------------- | --------------- |
| Předchůdce: Saimei | 661–672 Tendži  | Nástupce: Kóbun |